# Mesochorus hastatus
Mesochorus hastatus là một loài tò vò trong họ Ichneumonidae.